# Lucien Hillemacher
Pour les articles homonymes, voir Hillemacher.
Lucien Joseph Édouard Hillemacher est un compositeur français, né le 10 juin 1860 à Paris et mort dans la même ville le 2 juin 1909.

## Biographie
Fils d'Eugène Ernest Hillemacher et frère de Paul Hillemacher, Lucien Hillemacher étudie au Conservatoire de Paris avec Émile Durand et Jules Massenet. Premier prix d'harmonie et accompagnement en 1878, il remporte en 1879 un Second Prix de Rome et l'année suivante le Premier Grand Prix de Rome avec sa cantate Fingal, d'après Charles Darcours.
À la Villa Médicis, dans le cadre de ses envois de Rome, il compose une Messe solennelle, puis une suite d'orchestre, La Cinquantaine.
À son retour en France, il ne composera plus que des œuvres écrites en collaboration avec son frère Paul Hillemacher, Grand prix de Rome de 1876. Si leur premier essai en commun naît en 1879 avec deux mélodies, Le dernier banquet et Barcarolle, leur association prend sa pleine mesure à partir de 1881, date à laquelle ils signeront désormais leurs œuvres P.L. Hillemacher en adoptant le nom de Paul-Lucien Hillemacher.
En 1882, leur poème symphonique Loreley remporte le Grand prix de la Ville de Paris.
En 1903, les deux frères sont nommés chevaliers dans l'ordre de la Légion d'honneur.
Lucien meurt des suites d'une longue maladie en 1909, précédant ainsi dans la tombe son aîné Paul. Ils étaient les fils du peintre académique Eugène-Ernest Hillemacher. Il est le père de Jean Hillemacher et le beau-père du ministre Jérôme Carcopino.

## Œuvres (en collaboration avec Paul Hillemacher)
- Loreley, légende symphonique d'après Eugène Adenis, Paris, théâtre du Châtelet, 1882
- 20 mélodies, 1882
- 20 pièces nouvelles pour le piano, 1884
- Esquisses musicales, 10 pièces pour le piano, 1885
- Saint Mégrin, opéra-comique en quatre actes sur un livret d'Ernest Dubreuil et Eugène Adenis d'après Alexandre Dumas, Bruxelles, théâtre de la Monnaie, 2 mars 1886
- La Légende de Sainte Geneviève (oratorio), 1886
- La Passion, drame religieux d'Edmond Haraucourt, 1887
- Les pêcheurs de l'Adriatique, pour voix et orchestre, paroles de C. Brizeux, 1887
- Une aventure d'Arlequin, opéra-comique en un acte sur un livret de Louis Judicis de Mirandol, Bruxelles, théâtre de la Monnaie, 22 mars 1888
- Fantaisie pour violon et piano ou orchestre, 1890
- La Danse, chœur à deux voix de femmes avec accompagnement de piano, poésie de L. Marcou, 1890
- Héro et Léandre, musique de scène d'après une pièce d'Haraucourt, Paris, Le Chat-Noir, 24 novembre 1893
- Le Régiment qui passe, opéra-comique en un acte sur un livret de Maurice Hennequin, Royan, 11 septembre 1893
- Solitudes, 15 mélodies, poèmes d'Haraucourt, 1893
- One for Two, pantomime en un acte, Londres, Théâtre du Prince de Galles, 26 mai 1894
- Le Drac, drame lyrique sur un livret de Louis Gallet d'après George Sand et Paul Meurice, Karlsruhe, 14 novembre 1896 en langue allemande (Der Flutgeist) ; Paris, 1942
- Solo de trompette avec accompagnement de piano, morceau de concours du Conservatoire de Paris en 1897
- Claudie, musique de scène d'après une pièce de George Sand, 1900
- Orsola, drame lyrique sur un livret de Pierre-Barthélemy Gheusi, Paris, Opéra, 21 mai 1902
- 10 mélodies, 1904
- Morceau de concert pour harpe chromatique, morceau de concours du Conservatoire de Paris en 1906
- Circé, poème lyrique sur un livret d'Haraucourt, Paris, Opéra Comique, 17 avril 1907